# Advanced Host Controller Interface
Advanced Host Controller Interface (AHCI) とは、インテルが策定したシリアルATA (SATA) ホストバスアダプタのインタフェース仕様である。
ストレージとメモリ間のデータ交換などについて定義されている。これによりシステム設計の負担を減らし、また、NCQやホットスワップなどの高度な機能が利用できるようになる。AHCIはあくまでホストコントローラ自体の規格であり、SATAの通信規格とは独立である。
2018年6月現在、規格の最新のバージョンは1.3.1である。

## モード
2011年現在、市場のSATAコントローラは以下3つのモードがある：
- IDEエミュレーションモード
- AHCIモード
- コントローラメーカー独自のRAIDモード

インテルは選択可能ならRAIDモードの使用を推奨している。これは、RAID機能を実現するために内部でAHCIが有効になっている場合が大半であり、一番柔軟な動作が可能だからである。また、最新チップセット以外でインテル製SATAドライバーの最新版を使用する際には、RAIDモードに設定してからインストール作業を行う必要がある。AHCIはRAIDモードのない古いチップセット（に内包されているシリアルATAコントローラ）では適用外であるため。
IDEエミュレーションモードは、例えばオペレーティングシステム (OS) がSATAに対応しておらず、SATAHDDを認識しない場合や、光学ドライブの書き込み安定性の向上を目的に使用される。

## OSの対応
Windows Vista、Linuxカーネル2.6.19、FreeBSD 8.0、OpenBSD 4.1、NetBSD 4.0、Mac OS XやSolaris 10などでサポートされるようになった。実使用にはAHCI SATAコントローラ、上記の対応OS、AHCIのデバイスドライバが必要となる。